# Carryer-Gletscher
Der Carryer-Gletscher ist ein etwa 20 km langer, stark zerklüfteter Gletscher im ostantarktischen Viktorialand. Er fließt aus dem zentralen Teil der Bowers Mountains zum Rennick-Gletscher, den er zwischen Mount Soza und Mount Gow  erreicht. 
Die Nordgruppe einer von 1963 bis 1964 durchgeführten Kampagne im Rahmen der New Zealand Geological Survey Antarctic Expedition benannte ihn nach dem Geologen Simon John Carryer, einem Mitglied der Gruppe.